# Mitford Castle
Mitford Castle er ruinen af en middelalderborg fra slutningen af 1000-tallet, der ligger ved Mitford, Northumberland, England.
Den er anlagt som en motte and bailey-fæstning med udsigt til floden Wansbeck.
Det var det første af tre sæder for hovedslægten i Mitford-familien. Efter Mitford Castle blev ødelagt omkring 1320 blev Mitford Old Manor House opført nærved mod nordvest, der blev brugt fra 1500-tallet indtil opførslen af Mitford Hall i 1828.
Det er et Scheduled Ancient Monument og fra 1969 en listed building af første grad. Den er desuden på listen over Buildings at Risk Register.